# Elops senegalensis
Elops senegalensis és una espècie de peix pertanyent a la família dels elòpids.

## Descripció
- Pot arribar a fer 90 cm de llargària màxima (normalment, en fa 60) i 5.900 g de pes.
- És sovint confós amb Elops lacerta, del qual es diferencia pel nombre de branquispines que té al primer arc branquial i pel nombre d'escates de la línia lateral.[2][3][4][5]

## Alimentació
Menja peixos i gambes.

## Hàbitat
És un peix d'aigua marina i salabrosa, costaner, pelàgic-nerític i de clima tropical.

## Distribució geogràfica
Es troba a l'Atlàntic oriental: des de Mauritània fins a la República Democràtica del Congo.

## Observacions
És inofensiu per als humans.